# Collins (Ohio)
Collins – jednostka osadnicza w Stanach Zjednoczonych, w stanie Ohio, w hrabstwie Huron.